# A Millionaire for Christy
A Millionaire for Christy é um filme de comédia estadunidense de 1951 dirigido por George Marshall e estrelado por Fred MacMurray e Eleanor Parker.

## Elenco
- Fred MacMurray ...Peter Ulysses Lockwood
- Eleanor Parker ...Christabel "Christy" Sloane
- Richard Carlson ...Dr. Roland "Doc" Cook
- Una Merkel ...Patsy Clifford
- Chris-Pin Martin ...Manolo
- Douglass Dumbrille ...A.K. Thompson
- Kay Buckley ...June Chandler
- Raymond Greenleaf ...Benjamin Chandler
- Nestor Paiva ...Sr. Rapello